# François Mauriac
François Charles Mauriac (Bordeaux, 11 ottobre 1885 – Parigi, 1º settembre 1970) è stato uno scrittore, giornalista e drammaturgo francese.
Membro del seggio 22 dell'Académie française dal 1933 al 1970, istituzione che gli assegnò nel 1926 il Grand Prix du Roman; collaborò per il quotidiano Le Figaro e fu decorato con la Legion d'onore.
Nel 1952 gli venne conferito il Premio Nobel per la letteratura con la seguente motivazione:

## Biografia
Nacque in una famiglia composta di cinque fratelli, un padre agnostico e repubblicano, e una madre, Claire, cattolica, che rimasta vedova all'età di ventinove anni educò i figli alla religione. Mauriac studiò al Grand-Lebrun diretto dai religiosi Marianisti e mostrò una grande passione per alcuni grandi autori francesi, come Pascal, Baudelaire, Balzac e Racine. 
Il suo esordio avvenne grazie ad un articolo scritto per La vie fraternelle, voce del movimento cattolico Sillon, di impronta operaia e popolare. Ottenuta la licence in lettere nel 1906, si trasferì a Parigi per partecipare al concorso all'École des Chartes, che vinse e che gli aprì la carriera di insegnante.
Ma nel 1909 decise di dedicarsi anima e corpo alla letteratura, pubblicando la raccolta di poesie intitolata Les mains jointes (1909), seguita dal romanzo L'enfant chargé de chaînes. Già in queste prime opere si delineò l'ispirazione religiosa anche se i toni furono ancora sfumati. Nel 1913 si sposò con Jeanne Lafon e, dopo l'inizio della prima guerra mondiale, ottenne l'esenzione dal servizio militare per motivi di salute.
In quegli anni Mauriac si dedicò con passione anche all'attività di giornalista, collaborando con Gaulois e Le Figaro e si impegnò come promotore di un manifesto destinato ai cattolici affinché si dissociassero dal franchismo. In romanzi come Il bacio al lebbroso (1922), Thérèse Desqueyroux (1927), Groviglio di vipere (1932), si fece denunciatore spietato e giudice intransigente di sentimenti quali avarizia, orgoglio, odio, sensualità, avidità, materialismo e brama di dominare, che travolgono la borghesia di provincia, lontana da ogni possibilità di riscatto.
Temi che permeano anche la sua produzione teatrale: ricordiamo Asmodeo del 1937 al quale fecero seguito Amarsi male (Mal aimés, 1945) e Passaggio del diavolo (Le passage du Malin, 1947), Il fuoco sulla terra (Le feu sur la terre, 1950). Mauriac mise il cattolicesimo, il moralismo ed il fariseismo alla base della sua opera. Egli critica il grigio mondo borghese in nome di valori religiosi, ma non esita a contrapporre alla rinuncia cristiana l'istintivo impulso a una vita piena.
Soprattutto al centro della sua disamina critica, vi furono la famiglia e i rapporti famigliari, presi come riferimento emblematico per il degrado e il deterioramento dei valori e del senso della vita. Il pessimismo cronico di Mauriac si rivelò necessario per evidenziare il carattere mostruoso dei suoi personaggi, che l'autore ritiene presenti in ognuno di noi. Assieme a Georges Bernanos, Karl Barth, Maritain e Gabriel Marcel, redasse articoli per la rivista Temps présent.
Ai personaggi avvolti in una nube di zolfo dei romanzi, egli alternò ritratti più distaccati in saggi critici su Jean Racine, Blaise Pascal, Gesù. Numerosi furono pure i suoi studi sui problemi psicologici del credente, tra i quali Sofferenza e gioia del cristiano (1931), Brevi saggi di psicologia religiosa (1933), così come fondamentali risultarono i suoi saggi dottrinali Giovedì Santo (1931) e La pietra dello scandalo (1948). Negli stessi anni Quaranta si distinse come editorialista di punta del quotidiano Le Figaro, sulle cui colonne firmò articoli fino al 1949.
Durante la seconda guerra mondiale si oppose al governo di Vichy e si avvicinò alle posizioni del generale Charles de Gaulle, al quale dedicherà un'opera biografica intitolata De Gaulle. Tuttavia, nel 1945, prese le difese degli scrittori collaborazionisti («les écrivains vichystes et "collabos" menacés du peloton d'exécution»), come il fascista Robert Brasillach. Ciò gli valse, da parte del foglio satirico-politico Canard enchaîné il soprannome di "Saint François des Assises".
Per lo stile fluido e ricco di immagini, per la coerenza e dirittura morale ma soprattutto perché trattò temi universali, gli fu conferito il premio Nobel per la letteratura del 1952.
Nel maggio 1955 Mauriac stimolò Elie Wiesel a scrivere delle sue esperienze di internato nei campi di concentramento nazionalsocialisti di Auschwitz e Buchenwald - tale pressione portò Wiesel a pubblicare, nel 1958, una delle sue opere più famose: La notte. Si schierò per la decolonizzazione dell'Algeria.
Sul fronte giornalistico, portò avanti l'attività di chroniqueur per il settimanale L'Express e, successivamente, ritornò a scrivere per Le Figaro Littéraire. 
Rigettò il surrealismo e il dadaismo; si oppose all'esistenzialismo ("escremenzialismo sartriano") e si mantenne estraneo allo strutturalismo e al nouveau roman.
Nelle sue opere, la "carne" è emblema del peccato originale: la libertà sessuale, per Mauriac, coincide con il "male supremo" e la donna è una "straniera" che appartiene "a un'altra razza", in quanto "il sesso ci separa più di due pianeti".
Jean-Paul Sartre ha descritto Mauriac con queste parole:

## Opere

### Romanzi, novelle, storie brevi
- L'Enfant chargé de chaînes, Parigi, Grasset, 1913 
  - Il fanciullo incatenato, Milano, Alfa, 1932 («Romanzi del girasole» 2); tr. Curzio Siniscalchi, Milano, Dall'Oglio, 1938 («I corvi» 63); Milano, Dall'Oglio, 1960 («Serie scarlatta» 23)
- La Robe prétexte, Parigi, Grasset, 1914 
  - Adolescenza, tr. Anna Luisa Zazo, Milano, Rizzoli, 1960 («BUR Supersaggi»)
  - La toga pretesta, Torino, Sas, 1953 («Universa» 1); con La carne e il sangue, tr. Giovanni Fattorini e Leonella Alano Podini, Milano, Fabbri, 1970 («Grandi della letteratura»)
- La Chair et le Sang, Parigi, Émile-Paul Frères Editeurs, 1920
  - La carne e il sangue, tr. Nico Ferrini, Milano, Elit, 1933 («Romanzi dell'iride» 42)
- Préséances, Parigi, Éditions Émile-Paul Frères, 1921 
  - Siepi dorate, tr. Carlo Castellaneta, con Lo scimmiottino, Milano, Mondadori, 1959 («Medusa» 421)
- Dialogue d'un soir d'hiver, (novella) 1921
- Le Baiser au lépreux, Parigi, Grasset, 1922 
  - Il bacio al lebbroso, tr. Giuseppe Prezzolini, Milano, Treves, 1930 («Scrittori stranieri moderni» 9); Milano, Garzanti, 1944 («Amena» 6); Milano, Garzanti, 1961 («Romanzi moderni»); Milano, Garzanti, 1965 («Garzanti per tutti» 12) (contiene anche: Colpi di coltello, Un letterato, Il demone della conoscenza)
- Le Fleuve de feu, Parigi, Grasset, 1923
- Génitrix, Parigi, Grasset, 1923
  - Genitrix, tr. Maria Rolle Guerri, Milano, Mondadori, 1970 («Scrittori italiani e stranieri»); Milano, Mondadori, 1992 («Oscar narrativa»), ISBN 88-04-35637-5
- Le Mal, Parigi, Grasset, 1924
  - Il male implacabile, tr. Renzo Tian, ed. con Le vie del mare, Milano, Mondadori, 1956 («Il ponte» 37)
- Le Désert de l'amour, Parigi, Grasset. 1925
  - Il deserto dell'amore, tr. Rosina Pisaneschi Spaini, Lanciano, Carabba, 1932; Pordenone, Studio Tesi, 1990 («L'anello d'oro» 6), ISBN 88-7692-169-9
- Thérèse Desqueyroux, Parigi, Grasset, 1927
  - Teresa, tr. Maria Martone, Roma, Tiber, 1929 («I grandi romanzi stranieri»); poi come Thérèse Desqueyroux, con introduzione di Paolo Decina Lombardi, tr. Enrico Piceni, Milano, Mondadori, 1982 («Oscar» 1547 e «Oscar narrativa» 555), ISBN 88-04-40113-3; poi tr. Laura Frausin Guarino, Milano, Adelphi, 2009 («Biblioteca» 540), ISBN 978-88-459-2387-6
  - I due romanzi di Teresa Desqueyroux, tr. Enrico Piceni, Milano, Mondadori («Medusa» 53), 1935; Milano, Mondadori («Libri del Pavone» 150), 1958; Milano, Mondadori, 1971 («Capolavori della Medusa»)
- Destins, Parigi, Grasset, 1928
  - Destini, tr. Marise Ferro, Milano, Mondadori, 1933 («Medusa» 4); Milano, Mondadori, 1958 («Libri del pavone» 140); Milano, Mondadori, 1980 («Capolavori della Medusa»); Milano, Mondadori, 1992 («Oscar narrativa» 1241), ISBN 88-04-36139-5
- Trois Récits: Coups de couteau (1926), Un homme de lettres (1926), Le Démon de la connaissance (1928)
  - Colpi di coltello: tre racconti, tr. Maria Elisa Della Casa, Firenze, Passigli, 1996 («Narrativa» 22), ISBN 88-368-0707-0
- Ce qui était perdu, Parigi, Grasset, 1930
  - Quel che era perduto, con Gli angeli neri, tr. Mara Dussia, Milano, Mondadori, 1937 («Medusa» 77); Milano, Mondadori, 1956 («Libri del Pavone» 99); con introduzione di Roberto Cantini,  Milano, Mondadori, 1973 («Oscar» 142); con introduzione di Giuliano Vigini, Milano, Mondadori,1992 («Oscar narrativa» 1256), ISBN 88-04-36471-8
- Le Nœud de vipères, Parigi, Grasset, 1932
  - Groviglio di vipere, tr. Mara Dussia, Milano, Mondadori, 1932, («Romanzi della palma»); Milano, Mondadori, 1952 («Medusa» 307); Milano, Mondadori, 1960 («Libri del Pavone» 230); Milano, Mondadori, 1966 («Oscar» 39 e «Oscar narrativa» 123); Milano, Mondadori, 1974 («Capolavori della Medusa»)
- Le Drôle (racconto per bambini), 1933
- Le Mystère Frontenac, Parigi, Grasset, 1933
  - Il mistero Frontenac, tr. Leone Bortone, Roma, Anonima Veritas, 1947 («Iride»); tr. Orsola Nemi, Milano, Longanesi, 1960 («La gaja scienza»)
- La Fin de la nuit, Parigi, Grasset, 1935
  - tr. in I due romanzi di Teresa Desqueyroux, cit.
- Les Anges noirs, Parigi, Grasset, 1936
  - Gli angeli neri ed. con Quel che era perduto, tr. Enrico Piceni, Milano, Mondadori, 1937 («Medusa» 77); Milano, Mondadori, 1956 («Libri del Pavone» 99);  Milano, Mondadori, 1973 («Oscar» 142), con introduzione di Roberto Cantini; Milano, Mondadori, 1992 («Oscar narrativa» 1256), con introduzione di Giuliano Vigini, ISBN 88-04-36471-8
- Plongées, Parigi, Grasset, 1938, contiene, tra gli altri racconti: Le Rang, Insomnie, Conte de Noël, oltre a Thérèse chez le docteur (1933) e Thérèse à l'hôtel (1933) 
  - tr. in I due romanzi di Teresa Desqueyroux, cit.
- Les Chemins de la mer, Parigi, Grasset, 1939.
  - Le vie del mare, tr. Massimo Bontempelli, ed. con Il male implacabile, Mondadori, Milano 1956 («Il ponte» 37); da solo, Firenze, Passigli, 1995 («Narrativa» 8), ISBN 88-368-0324-5
- La Pharisienne, Parigi, Grasset, 1941.
  - La farisea, tr. Enrico Piceni, Milano, Mondadori, 1946 («Medusa» 168); Milano, Mondadori, 1958 («Libri del Pavone» 140 e 337); Milano, Mondadori, 1970 («Oscar» 307); Milano, Mondadori, 1962 («Oscar classici moderni» 59), ISBN 88-04-36439-4; Milano, San Paolo, 1997 («Novecento europeo» 7)
- Les Arbres et les Pierres, 1944
- Le Sagouin, Parigi, Plon, 1951
  - Lo scimmiottino, tr. Michele Prisco, con Siepi dorate, Milano, Mondadori, 1959 («Medusa» 421)
- Galigaï, Parigi, Flammarion, 1952.
  - Galigai, tr. Renzo Tian, Milano, Mondadori, 1954 («Medusa» 331)
- L'Agneau, Parigi, Flammarion, 1954.
  - L'agnello, tr. Giuseppe Sozzi, Milano, Mondadori, 1956 («Medusa» 371)
- Un adolescent d'autrefois, Parigi, Flammarion, 1969
  - Un adolescente d'altri tempi, tr. Giovanni Raboni, Milano, Mondadori, 1971 («Scrittori italiani e stranieri»)
- Maltaverne (postumo), Parigi, Flammarion, 1972

### Teatro
- Asmodée, Parigi, Grasset, 1938
  - Asmodeo, con Amarsi male e Il fuoco sulla terra, tr. e premessa di Luigi Castiglione, Roma, Logos, 1989 («Biblioteca universale cristiana»)
- Les Mal Aimés, Parigi, Grasset, 1945
  - Amarsi Male, tr. in Asmodeo, cit.
- Passage du malin, 1948
- Le Feu sur terre, 1951
  - Il fuoco sulla terra, tr. in Asmodeo, cit.

### Poesia
- Les Mains jointes, Parigi, H. Falque, 1909
- L'Adieu à l'Adolescence, Parigi, P.-V. Stock Éditeur, 1911
- Le Disparu, 1918
- Orages, 1925
- Le Sang d’Atys, 1940

### Saggi e raccolte di articoli
- De quelques cœurs inquiets. Petits essais de psychologie religieuse (Société littéraire de France) 1920
- Le Jeune Homme, Parigi, Hachette, 1926
- La Province, Parigi, Hachette, 1926
- Le Roman (L'artisan du livre) 1928
- La Vie de Jean Racine, Parigi, Plon, 1928
  - Jean Racine, tr. Elvira Cassa Salvi,  Brescia, Morcelliana,1953 («I compagni di Ulisse»)
- Divagations sur Saint-Sulpice (Edouard Champion et ses amis) 1928
- Dieu et Mammon, Parigi, Éditions du Capitole, 1929
  - Dio e mammona, tr. con Diario, prefazione di Carlo Bo, tr. Marisa Ferro, Milano, Mondadori, 1963 («Quaderni Medusa» 59)
  - in Cinque volti dell'angoscia, tr. Maria Beluschi, Reggio Emilia, Città armoniosa, 1979 («Ex libris» 14), ISBN 88-7001-069-4
- Trois Grand Hommes devant Dieu, éd. du Capitole, 1930
- Le jeudi Saint, Parigi, Flammarion, 1931
  - Il Giovedì santo, Brescia, Morcelliana,1932 («Fuochi»)
- Pèlerins (Editions de France) 1931 (nuova éd. Parigi, Plon, 1933, con il titolo Pèlerins de Lourdes)
  - Pellegrini a Lourdes, Torino, Borla, 1953
- Souffrances et bonheur du chrétien, Parigi, Grasset, 1931
  - Sofferenze e felicità del cristiano, Roma, Anonima Veritas, 1947 («Universale» 2)
  - in Cinque volti dell'angoscia, cit.
- Blaise Pascal et sa soeur Jacqueline, Parigi, Hachette, 1931
  - Blaise Pascal e la sorella Jacqueline, tr. Roberto Rebora, Milano, Bompiani, 1949 («Grandi ritorni»)
- Fauteuil XXX: René Bazin (nella collection "Les Quarante"), Parigi, Librairie Félix Alcan, 1931
- L'Affaire Favre-Bulle, Parigi, Grasset, 1931
- Le Romancier et ses personnages, seguito da L’Education des filles, Corrêa, 1933
  - Del romanzo, tr. Rubino Rubini, Milano, Edizioni Di Uomo, 1945 («Miscellanea» 9)
  - Il romanziere e i suoi personaggi e L'educazione delle fanciulle, Brescia, Morcelliana, 1962 («Universale moderna»)
- La Vie de Jésus, Parigi, Flammarion, 1936 
  - Vita di Gesù, tr. Angiolo Silvio Novaro,  Milano, Mondadori, 1937 («Quaderni Medusa» 8); Milano, Mondadori, 1950 («BMM» 101); Milano, Mondadori, 1966 («Record» 28); Milano, Mondadori, 1974 («Oscar» L 155), con introduzione di Carlo Bo; Milano, Mondadori, 1993 («Uomini e religioni» 6); Genova, Marietti, 1998, con introduzione di Paul Poupard e tavole del Beato Angelico,  ISBN 88-211-6115-3; Milano, Rizzoli, 2009 («BUR Classici del pensiero»), ISBN 978-88-17-02895-0
- Les maisons fugitives, Parigi, Grasset, 1932
  - Le dimore fuggitive, in Cinque volti dell'angoscia, cit.
- Le Bâillon dénoué, Paris, Grasset, 1945
- La Rencontre avec Barrès, 1945
- Du côté de chez Proust, Parigi, La Table ronde, 1947
- Mes grands hommes, Monaco, Editions du Rocher, 1949
- La pierre d'achoppement, 1951
  - La pietra di scandalo, tr. Giovanni Visentin, Firenze, Libreria Fiorentina, 1952 («Ventesimo secolo»); con il titolo La pietra dello scandalo, Palermo, Zisa, 1989 («Le gemme» 2)
- Paroles catoliques, 1954 
  - L'amore senza misura, tr. Giovanni Barra, Milano, Massimo, 1955 («Il nostro tempo» 1)
- Paroles aux croyants, 1954 
  - Parole ai credenti, tr. Emilio Piovesan, Brescia, Morcelliana, 1954 («Il pellicano»)
- Bloc-notes, 5 voll., Parigi, Seuil, 1958-1971
  - parziale in Bloc-notes, tr. Liliana Magrini, Milano, Mondadori, 1963 («Il bosco» 132)
  - parziale in Un paese nel dubbio: Bloc-notes 1958-1960, tr. Roberto Cantini, Milano, Mondadori, 1966 («Il bosco» 164)
- Le fils de l'homme, 1958
  - Il figlio dell'uomo, Agropoli (SA), Officina delle 11, 2012
- Souvenirs retrouvés (intervista con Jean Amrouche), Parigi, Fayard, Institut national de l'audiovisuel, 1981
- Mozart et autres écrits sur la musique, 1996
- La Paix des cîmes: chroniques, 1948-1955, 2000
- D'un Bloc-notes à l'autre: 1952-1969, 2004
- Téléchroniques, 1959-1964, 2008

### Memorie
- Le Cahier noir (con lo pseudonimo Forez), Parigi, Les Éditions de Minuit, 1943
- Journal d'un homme de trente ans (estratti), Parigi, Egloff, 1948
- Mémoires intérieurs, 1959
  - Memorie intime, tr. Maria Trebeschi e Elvira Cassa Salvi, Brescia, Morcelliana, 1961
- Ce que je crois, 1962
  - Diario, tr. Marisa Ferro, con Dio e mammona, Milano, Mondadori, 1963 («Quaderni Medusa» 59)
- Nouveaux mémoires intérieurs, 1964
  - parziale De Gaulle, tr. Sergio Miniussi, Milano, Mondadori, 1965 («Le scie») (Charles de Gaulle)
  - parziale La realtà dell'amore, Vicenza, La locusta, 1966 (contiene: La realtà dell'amore, Meditazione mattutina, Tradizionalisti e innovatori)
- Mémoires politiques, 1967
  - Cronache politiche: 1933-1954, tr. Giovanni Mariotti, Milano, Mondadori, 1968

### Autobiografia, discorsi e corrispondenze
- Bordeaux, Parigi, Emile-Paul, 1926 (prima redazione di Commencements d'une vie, 1932,  (L'Esprit du Temps, 2009)
- Commencements d'une vie, Parigi, Grasset, 1932
- Discours de réception à l'Académie française (Institut de France, fuori commercio) 1933; Parigi, Grasset, 1934
- Journal I, Parigi, Grasset, 1934
- Journal II, Parigi, Grasset, 1937
- Hiver,  Parigi, Flammarion, 1932 ("La Guirlande des années")
  - Inverno, in Cinque volti dell'angoscia, cit.
- Journal III, Parigi, Grasset, 1940
- Réponse à Paul Claudel à l'Académie française (Institut de France, fuori commercio), Parigi, La Table ronde, 1947
- Journal du temps de l'occupation (dans les Œuvres complètes), Parigi, Librairie Arthème Fayard, 1952
- Écrits intimes, 1953
- Lettres d'une vie, 1904-1969, 1981
- Nouvelles Lettres d'une vie, 1906-1970, 1989

### Biografie
- La vie et la mort d'un poéte, Parigi, Bloud & Gay, 1924
  - Vita e morte di un poeta, in Cinque volti dell'angoscia, cit.
- Sainte Marguerite de Cortone, 1945 
  -  Santa Margherita da Cortona, Milano, Mondadori, 1952 («BMM» 311); poi tr. Giovanni Barra, Cortona, Padri francescani del Santuario, 1972; poi Roma, Logos, 1982 («Biblioteca universale cristiana» 35); ivi, 1988 («Protagonisti»)
- Lacordaire, Parigi, Beauchesne, 1976

### Sceneggiature
- Le Pain vivant (sceneggiatura e dialoghi del film Le Pain vivant realizzato da Jean Mousselle e uscito nel 1955), Parigi, Flammarion, 1955
  - Pane vivo, tr. Nino Tolli, Milano, Massimo, 1957 («Il mosaico» 14)

### Prefazioni
- La Puissance et la Gloire de Graham Greene, 1948
- Préface à Breviaire de la haine, le 3. Reich et les Juifs de Léon Poliakov, 1955
  - Prefazione a Leon Poliakov, Il nazismo e lo sterminio degli ebrei, tr. Anna Maria Levi, Torino, Einaudi, 1955 («Saggi» 187)
- La Nuit, di Elie Wiesel, 1958
  - Prefazione a Elie Wiesel, La notte (1958), tr. Daniel Vogelmann, Firenze, Giuntina, 1980 («Schulim Vogelmann» 1), ISBN 88-85943-11-X
- D'autres et moi (recueil de préfaces à des œuvres diverses, ainsi qu’aux œuvres complètes de l’auteur), 1966

### Opere complete
- Œuvres complètes, 12 voll., Parigi, Librairie Arthème Fayard,1950-1956 («Bernard Grasset»)
- Œuvres romanesques et théâtrales complètes, a cura di Jacques Petit, 4 voll., Parigi, Gallimard, 1978-1985 («Bibliothèque de la Pléiade»)
- Œuvres autobiographiques complètes, a cura di François Durand, Parigi, Gallimard, 1990 («Bibliothèque de la Pléiade»)

## Altri riconoscimenti
- Nel 1994 l'Académie française, su impulso di alcuni promotori, ha istituito il Prix François-Mauriac, assegnato annualmente a un giovane romanziere.[7]

## Bibliografia

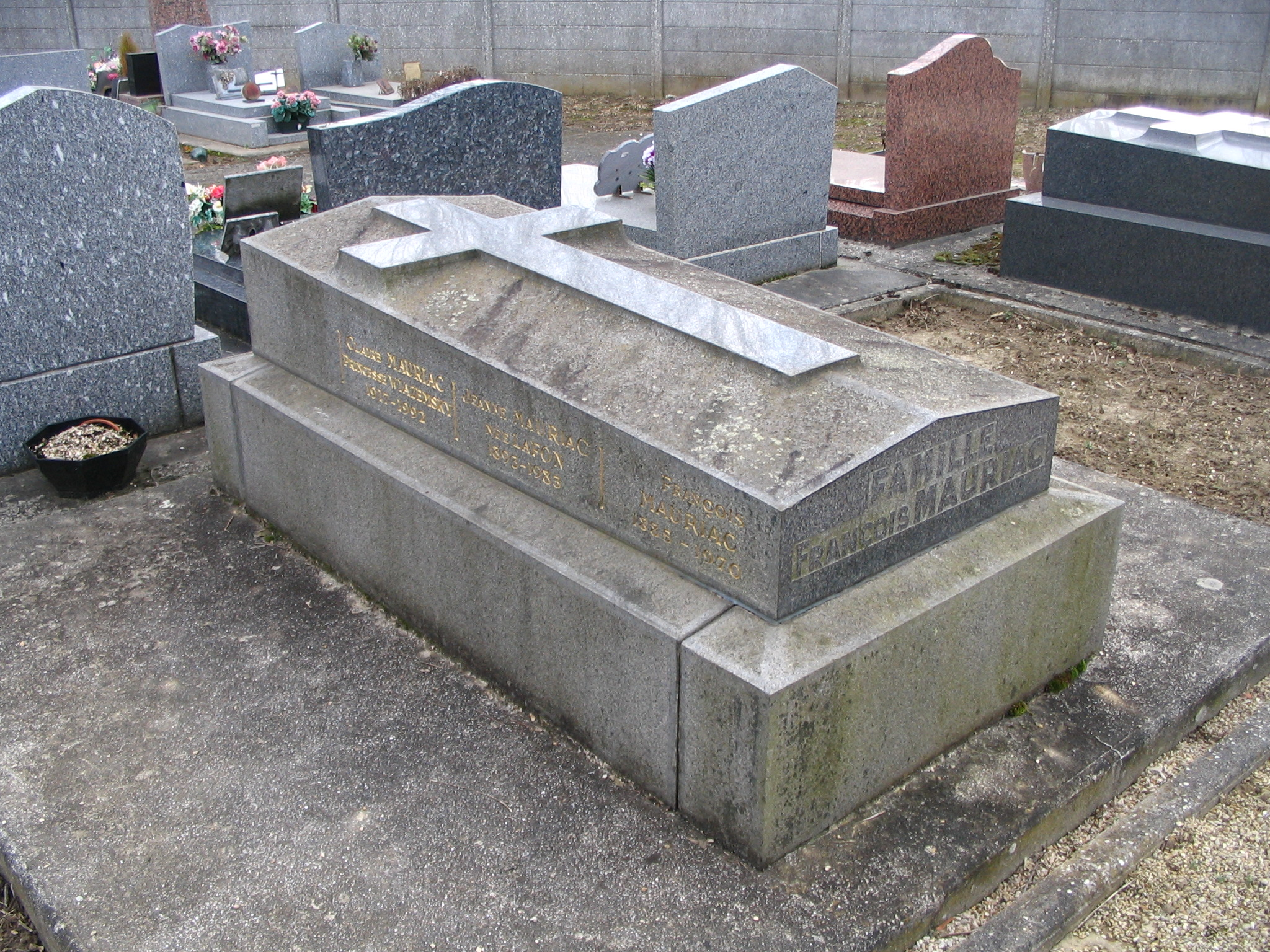
Sepolcro di Mauriac, a Vémars.